# Al-Battani
Muhammad ibn Jābir al-Battānī eller Abū Abd Allāh Muḥammad ibn Jābir ibn Sinān al-Raqqī al-Ḥarrānī al–Ṣābiʾ al-Battānī (även latiniserat som Albategnius och Albatanius), även känd som Sinan Battani, född 850 i Harran, Mesopotamien, död 929, var en sabisk astronom och anses som en av Islams största astronomer.
Albategnius är huvudsakligen känd för sina iakttagelser av solens apogeum, genom vilka han väsentligen bidrog till upptäckten av denna punkts rörlighet, och för sina bestämningar av dagjämningspunkternas tillbakaskridande. Han beräknade solårets längd till 365 dagar, 5 timmar och 46 minuter, alltså endast några minuter för kort. Han medverkade också till trigonometrins utveckling; till exempel införde han bruket av sinus i stället för halva kordan.
Nedslagskratern Albategnius på månen är uppkallade efter honom.